# Di Blasi
Di Blasi is een Italiaans merk van vouwbromfietsen.

## Geschiedenis
Di Blasi is een bedrijf gevestigd in Vizzini, in Sicilië, waar sinds 1974 een vouwbromfiets met 50 cc blokje wordt gebouwd. De firma begon in 1970 als werkplaats, maar dankzij het technische vernuft van de zonen van de eigenaar (beide luchtvaartingenieurs) kwam ze al snel tot grote bloei.
De vouwbromfiets werd door vele landen aangekocht als voertuig voor paratroepen; onder andere door Japan, de Verenigde Staten, Groot-Brittannië, Zwitserland, Oostenrijk en Duitsland.
Di Blasi levert nog steeds vouwfietsen, vouwscooters, vouwdriewielers et cetera.

## Externe link

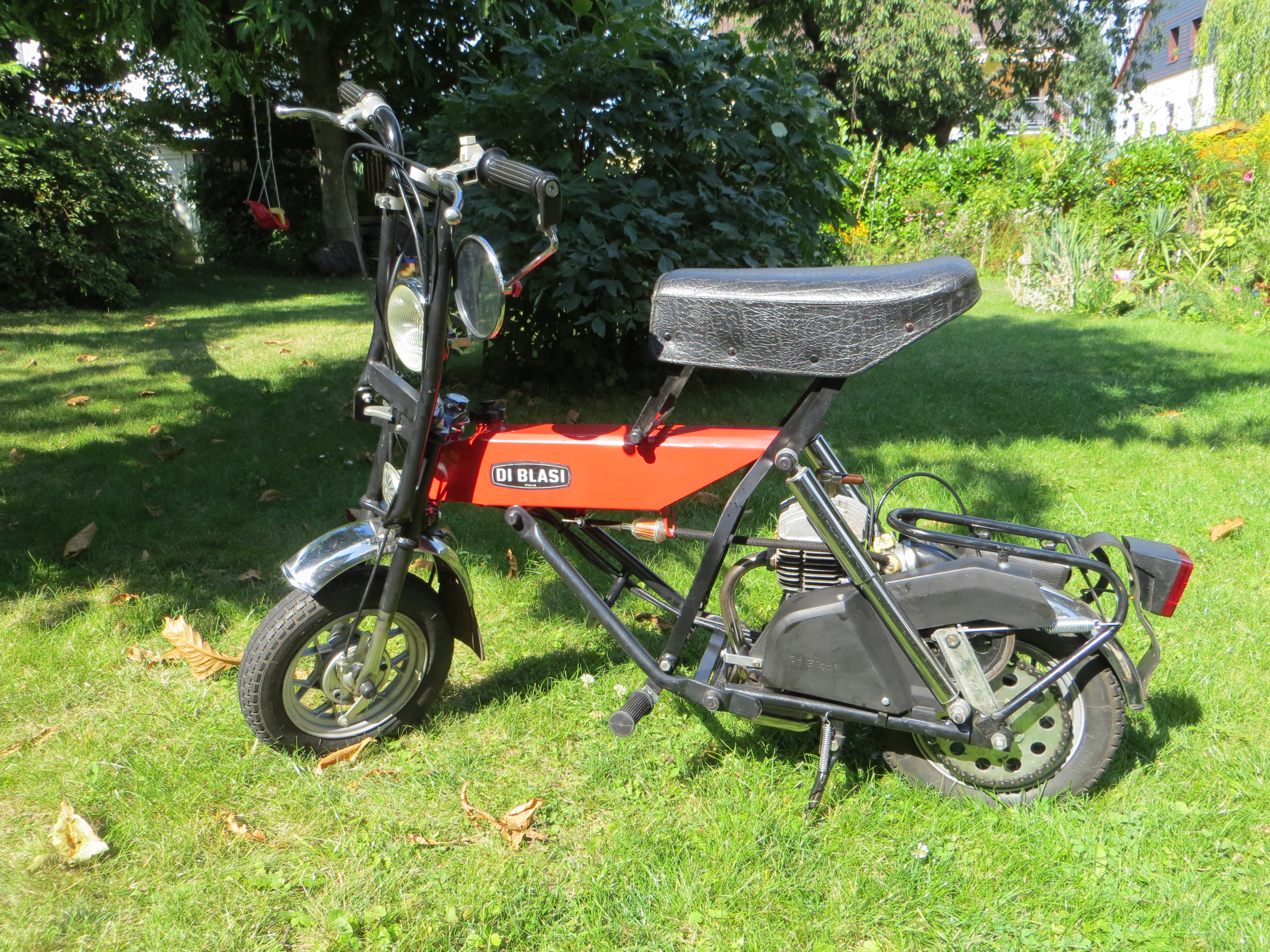
Di Blasi R7 (1982)